# 사람사는세상 노무현재단
사람사는 세상 노무현 재단(Roh Moo Hyun Foundation 盧武鉉財團)은 제16대 대한민국 대통령 노무현의 기념화 사업을 진행하는 재단법인이다.
노무현의 묘역과 생가 관리를 주 업무로 하는 재단법인 아름다운봉하와 공동으로 노무현이 개인 웹 사이트로 사용했던 '사람사는세상'을 공식 홈페이지로 운영하고 있다.

## 연혁
- 2009년 9월 23일: '사람사는 세상 노무현 재단' 창립 총회 개최.
- 2009년 10월 28일: 법인 설립 허가.[4]
- 2009년 11월 1일: 사람사는 세상 노무현 재단 설립.
- 2009년 11월 12일: 서울특별시 마포구 합정동에 재단 사무실 개소.
- 2013년 3월 6일: 재단 사무실 서울 마포구 신수동으로 이전.
- 2014년 3월 26일: 노무현재단 4대 이사장에 이해찬 전 국무총리 선임.
- 2018년 10월 15일 : 노무현재단 5대 이사장 유시민 취임
- 2022년 3월 18일 : 노무현재단 6대 이사장 정세균 취임
- 2025년 3월 12일 : 노무현재단 7대 이사장 차성수 취임

## 같이 보기
- 노무현
- 노사모
- 참여정부
- 친노

## 역대 이사장
- 한명숙 (2009년 ~ 2010년)
- 문재인 (2010년 ~ 2012년)
- 이병완 (2012년 ~ 2014년)
- 이해찬 (2014년 ~ 2018년)
- 유시민 (2018년 ~ 2021년)
- 정세균 (2022년 ~ 2025년)
- 차성수 (2025년 ~)

## 역대 사무처장/사무총장
- 사무처장
  - 양정철 (2009년 9월 ~ 2010년 8월)
  - 안영배 (2010년 8월 ~ 2013년 12월)
  - 오상호 (2013년 12월 ~ 2018년 10월)

- 사무총장[5]
  - 고재순 (2018년 10월 ~ )